# Artur Kutz
Artur Kutz (* 17. November 1925 im Landkreis Goldap, Ostpreußen; † 18. Juli 2008 in Bamberg) war ein deutscher Kaufmann und Gründer des Museums der Kommunikations- und Bürogeschichte in Bamberg (heute: Museum Kutz – Kommunikationstechnik und -geschichte).

## Leben
Der gebürtige Ostpreuße diente von 1943 bis 1945 als Offizier in der Luftwaffe und geriet anschließend in amerikanische bzw. französische Kriegsgefangenschaft. Nach seiner Entlassung aus der Gefangenschaft 1946 ließ er sich in der SBZ nieder und arbeitete dort als Handelslehrer. 1953 musste er aufgrund des Aufstandes flüchten und siedelte nach Bamberg über. Dort baute er gemeinsam mit seiner Frau Rosemarie das Bürozentrum A&R Kutz auf, das in Bamberg zu einer bekannten Adresse für Bürowaren wurde. Kutz war seit 1955 verheiratet und hatte drei Söhne, sieben Enkel und eine Ur-Enkelin. Er starb am 18. Juli 2008 in Bamberg. Das Privatmuseum wird zunächst von seinem Sohn Martin Kutz weitergeführt.

## Museum Kutz
Anfang der 70er-Jahre begann Kutz mit dem Sammeln alter Büroartikel (Schreibmaschinen, Taschenrechner usw.). Über die Jahre entstand eine große Sammlung an teils einzigartigen Stücken (Nachbau der ersten Schreibmaschine und eine originale Enigma).
Kutz arbeitete eng mit dem Nachrichtentechniker und Zeitzeugen Rudolf Staritz zusammen.
Heute dokumentiert die Sammlung u. a. die Entwicklung von Sprache und Schrift zum Alphabet, die Entstehung von Notenschriften und Blindenschrift, Technologie des Papiers, Geschichte von Schreibgeräten- und maschinen, Drucktechnik und Buchherstellung, Kryptographie, sowie Rechnen und Vermessen und die Formen der drahtlosen Kommunikation bis hin zum ESS und zur Raumfahrt.